# Пекарівська волость
Пекарівська волость — адміністративно-територіальна одиниця Роменського повіту Полтавської губернії з центром у селі Пекарі.
Станом на 1885 рік складалася з 3 поселень, 6 сільських громад. Населення — 1812 осіб (2999 осіб чоловічої статі та 2866 — жіночої), 271 дворове господарство.
|                     | Площа, десятин | У тому числі орної, дес. |
| ------------------- | -------------- | ------------------------ |
| Сільських громад    | 1408           | 1350                     |
| Приватної власності | 1507           | 1313                     |
| Іншої власності     | 6              | 5                        |
| Загалом             | 2921           | 2668                     |

Основне поселення волості:
- Пекарі — колишнє власницьке село при річці Сухий Ромен за 32 версти від повітового міста, 1400 осіб, 204 двори, православна церква, постоялих будинок, кузня, 9 вітряних млинів, маслобійний завод.